# Exploration polaire

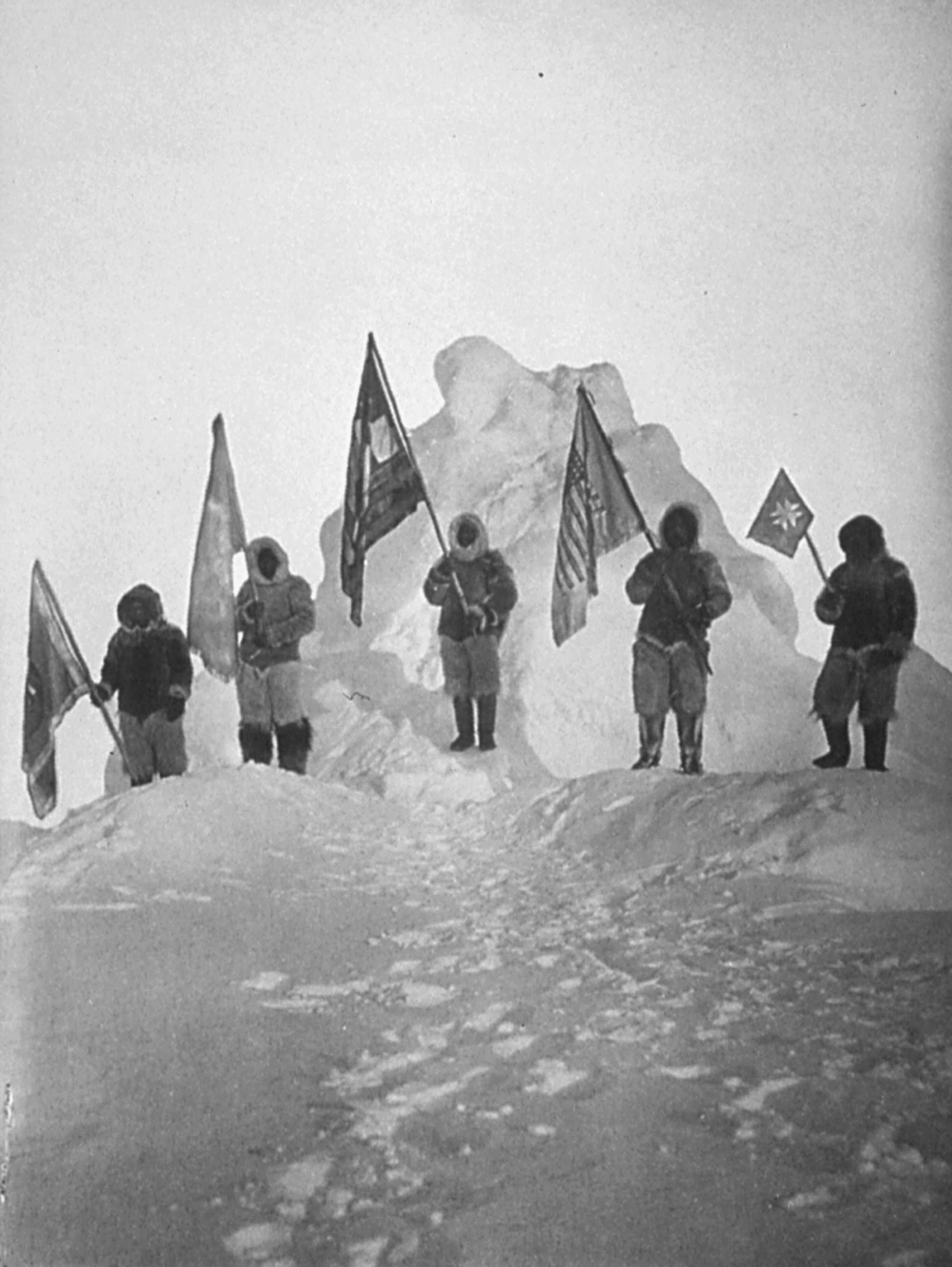
Robert Peary et son équipe au pôle Nord.

 (février 2024).
L'exploration polaire est l'exploration des régions polaires : l'Arctique et l'Antarctique. Durant la période contemporaine, elle a constitué un défi pour de nombreux explorateurs en raison des conditions climatiques extrêmes régnant dans ces régions.
On a longtemps pensé que l'Américain Robert Peary était le premier homme à avoir atteint le pôle Nord en 1909. En réalité, il semble que ce soit un membre de son équipage, Matthew Henson, qui y est arrivé le premier, 45 minutes avant Peary. Henson étant Afro-américain, son exploit a souvent été occulté à cause des préjugés racistes de l'époque,. Toutefois, à cause d'incertitudes sur les relevés de position de l'exploration, il reste incertain si Henson et Peary, ou l'expédition précédente de Frederick Cook, ont réellement atteint le pôle Nord, et on considère plutôt qu'ils sont les premiers à être arrivé « à proximité » de celui-ci. Les premiers à atteindre le pôle Nord avec certitude sont : Roald Amundsen et Umberto Nobile qui le survolent à bord du dirigeable Norge en 1926, le soviétique Ivan Papanine qui s'y pose en avion en 1937 et le britannique Wally Herbert qui l'atteint en traîneau à chiens en 1969.
Le premier sous-marin à atteindre le pôle Nord est le USS Nautilus qui avait quitté Pearl Harbor (Hawaï) puis traversé le détroit de Bering et  atteint le pôle géographique le 3 août 1958. Il a poursuivi sa route vers Portland (Angleterre).
Le premier sous-marin à avoir fait surface au pôle Nord est le USS Skate (SSN 558) qui le 17 mars 1959 sous le commandement de James F. Calvert a fait surface au pôle après 9 autres opérations en d'autres points de la calotte glaciaire en plein hiver arctique. Ces longues traversées sous la surface des eaux ont été possibles par la propulsion nucléaire dont étaient équipés ces sous-marins. Ces missions étaient des opérations militaires secrètes lancées dans le contexte de la guerre froide. Ce jour-là au cours d'une cérémonie l'équipage a dispersé les cendres de Sir Hubert Wilkins, un pilote et explorateur australien qui avait participé en 1931 au voyage exploratoire manqué d'un ancien sous-marin militaire rebaptisé Nautilus. 
Le pôle Sud est atteint par le Norvégien Roald Amundsen en 1911.

## Dans la fiction
- Les Aventures du capitaine Hatteras (1867), roman de Jules Verne sur une expédition au pôle Nord.
- Vingt Mille Lieues sous les mers (1869), roman de Jules Verne où l'un des protagonistes se rend au pôle Sud.
- Les Montagnes hallucinées (1932), roman de H. P. Lovecraft sur une expédition en Antarctique.

## Voir aussi

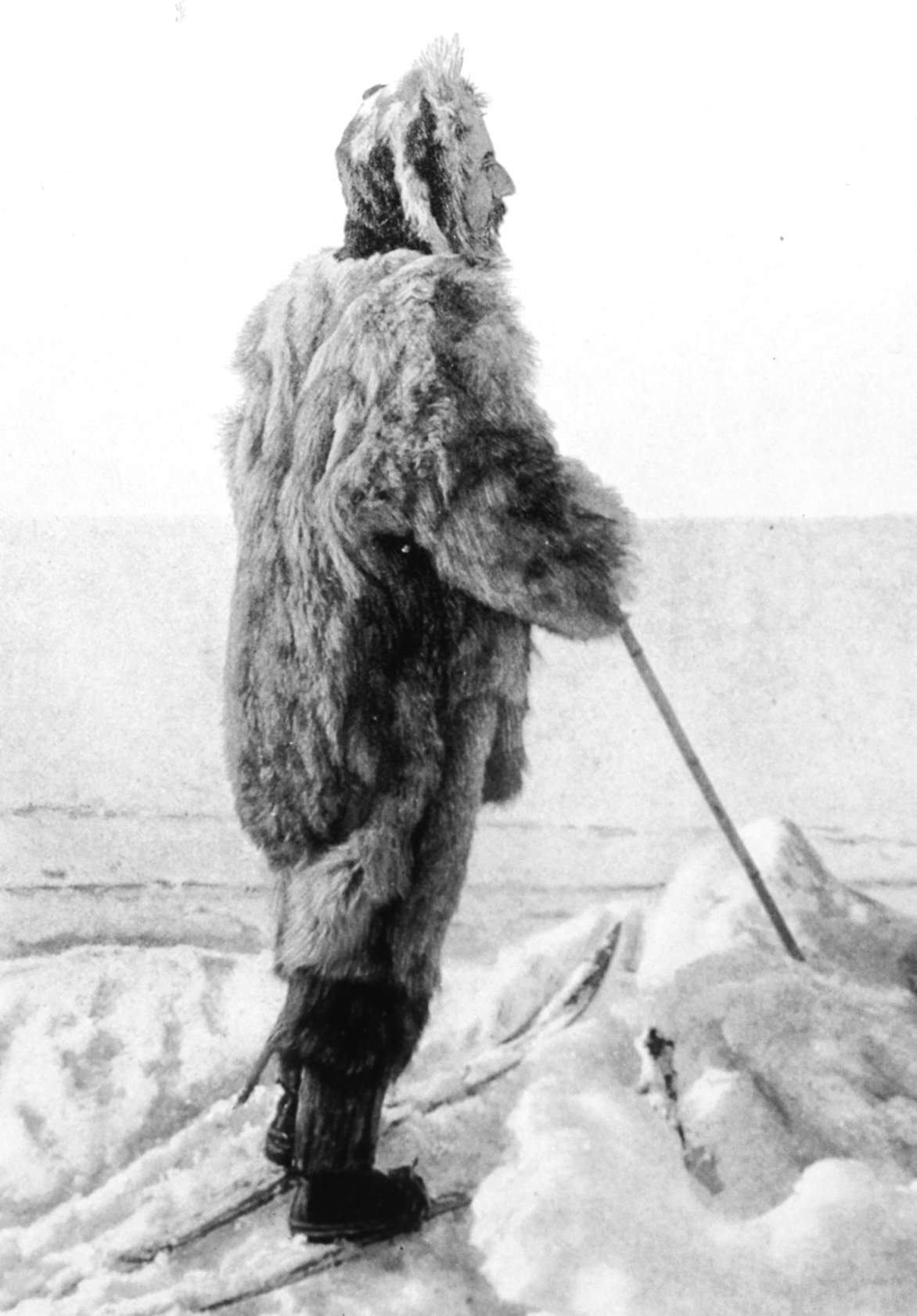
Portrait de Roald Amundsen, premier à fouler le pôle Sud.

### Explorateurs polaires
- Robert Peary
- Roald Amundsen
- Matthew Henson
- Raymond Rallier du Baty
- Jean-Baptiste Charcot
- Fridtjof Nansen
- Salomon August Andrée
- Ernest Shackleton
- Frederick Cook
- Robert Falcon Scott
- Jules Dumont d'Urville
- Clément Adrien Vincendon-Dumoulin
- Charles Wilkes
- Adrien de Gerlache de Gomery
- Alain Hubert
- Richard Byrd
- Umberto Nobile
- Wally Herbert
- Willy de Roos
- Jean-Louis Étienne
- Vivian Fuchs
- Edmund Hillary
- Stéphane Lévin
- Charles Francis Hall
- Charles Hedrich
- Anthony Fiala
- Paul-Émile Victor

### Expéditions polaires
- Expédition polaire de S. A. Andrée
- Expédition austro-hongroise au pôle Nord
- Expédition Fuchs-Hillary
- Expédition Polaris
- Expédition Ziegler
- Mission Antarctique
- Opération Highjump
- Opération Windmill
- Under The Pole

### Navires d'exploration polaire
- Belgica
- Fram
- Pourquoi Pas ?
- Français
- Coquille
- La Zélée
- Tara
- RRS Discovery
- Nimrod
- Terra Nova
- Endurance
- Aurora
- Gjøa
- WHY